# 壽亭站
壽亭站（：／ Sujŏng yŏk */?）曾为朝鲜铁路平義線上的一个车站，位于平安北道盐州郡，在1944年废止。

## 历史
- 1940年10月29日，落成使用[1]。
- 1944年4月30日，停止使用[2]。